# Bruce Springsteen

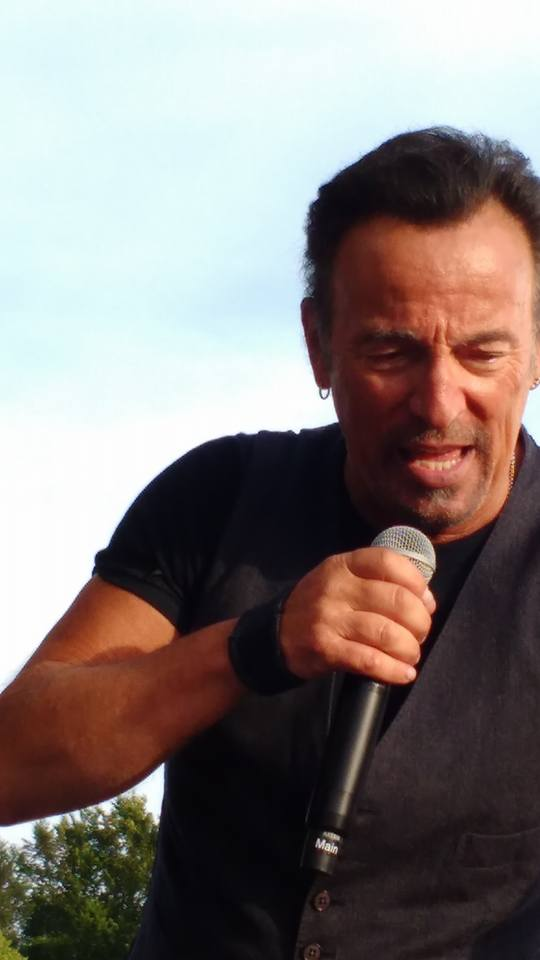
Goffertpark, 2016

Bruce Frederick Joseph Springsteen (Long Branch (New Jersey), 23 september 1949) is een Amerikaanse rockzanger, gitarist en singer-songwriter. Zijn bijnaam luidt The Boss.

## Biografie

### Jonge jaren
Douglas Frederick, Springsteens vader, was van Iers-Nederlandse en zijn moeder (Adele Ann Zerilli) van Italiaanse afkomst.
Vanaf de jaren 60 speelde Springsteen in meerdere bands, waaronder The Castiles, Steel Mill en Dr. Zoom and The Sonic Boom. In 1972 werd de zanger ontdekt door John Hammond, die al eerder Bob Dylan ontdekte. Springsteen tekende in dat jaar dan ook een contract bij Hammonds werkgever Columbia Records. Zijn eerste album, Greetings From Asbury Park, NJ, verscheen in januari 1973 en was vernoemd naar de badplaats Asbury Park, waar hij in het begin van zijn carrière in kleine clubs optrad. In september 1973 verscheen zijn tweede album: The Wild, the Innocent, and the E Street Shuffle. Hoewel deze albums in eerste instantie niet aansloegen, werden ze jaren later platina. Springsteen heeft als bijnaam "The Boss" omdat hij in zijn eerste band over het geld ging. Als er na een optreden moest worden afgerekend, verwees de rest van de band naar hem als "the boss".

### Doorbraak
Springsteen brak door met zijn derde album: Born to run (augustus 1975). Inmiddels had Springsteen (in 1974) de samenstelling van zijn band, de E Street Band gewijzigd. De rangschikking werd: Clarence Clemons op saxofoon, Steven Van Zandt op gitaar, Danny Federici op orgel, Roy Bittan op piano, Garry Tallent op basgitaar en Max Weinberg op drums. In 1975 bezocht Springsteen voor het eerst Europa en gaf op 23 november ook een optreden in Amsterdam (grote zaal van het RAI-Congrescentrum). Het was het derde concert van een Europese mini-tour ter promotie van zijn nieuwe album Born To Run. Het eerste (18 november 1975) en het vierde concert (24 november 1975) werden gegeven in het Hammersmith Odeon in Londen, het tweede concert in Stockholm en het derde concert in Amsterdam.
De critici waren lovend over Born to Run. Springsteens muziek werd vergeleken met de muziek van Jerry Lee Lewis, en zijn liedteksten met die van Bob Dylan. Springsteen werd een fenomeen. Hij werd niet alleen geliefd bij zijn publiek, maar ook bij de grote media. Zo verscheen Springsteen tegelijk op de omslag van TIME Magazine en Newsweek. Veel fans werden aangetrokken door de muziek en de optredens van Springsteen, maar werden afgeschrikt door de overvloedige media-aandacht.
Intussen was Bruce ook een gewaardeerd tekstschrijver geworden. In het tweede deel van de jaren zeventig werden zijn songteksten door collega’s met succes opnieuw opgenomen. Manfred Mann's Earth Band bereikte een nummer 1-notering in de Verenigde Staten met Blinded by the light en The Pointer Sisters scoorden een gigantische nummer 2-hit met Fire.
Mede vanwege de groeiende invloed van Jon Landau, de journalist die Springsteen eerder 'de toekomst van de rock n roll' noemde, ontstond een conflict tussen Springsteen en diens impresario, Mike Appel. In verband met een rechtszaak die Appel tegen Springsteen aanspande, kon Springsteen niet snel na Born to Run een nieuw album uitbrengen om het succes voort te zetten. 
In juni 1978 verscheen zijn vierde album, Darkness on the Edge of Town. Inmiddels hadden de punk en de new wave hem ingehaald, waardoor Springsteen niet meer "anders" was, maar opeens mainstream. Darkness on the Edge of Town werd een groot succes, vooral vanwege een energieke concertreeks. In oktober 1980 verscheen zijn vijfde album: The River (een dubbelalbum). Van dit album kwam Springsteens eerste top 10-hit: Hungry Heart. Inmiddels was Springsteen niet langer een hype, maar een echt succes. 
Springsteen trok zich echter terug en nam het eenvoudige en donkere album Nebraska op (september 1982), zonder de E Street Band, en zonder tournee om het album onder de belangstelling te brengen. In deze periode begon Steve Van Zandt een solocarrière onder de naam Little Steven & The Disciples of Soul, waarna hij de E Street Band verliet. Hij werd vervangen door Nils Lofgren.

### Commercieel succes
In juni 1984 verscheen het album Born in the U.S.A., vergezeld van een twee jaar durende internationale tournee. Springsteens fans maakten tijdens de tournee kennis met Nils Lofgren én met een ander nieuw bandlid: achtergrondzangeres Patti Scialfa. Van het album Born in the U.S.A. werden zeven singles een hit. Het album plaatste Springsteen hoog in de hitlijsten. Het titelnummer Born in the USA achtervolgde Springsteen nog lang, niet in de laatste plaats omdat velen (onder wie de Amerikaanse president Ronald Reagan) het nummer interpreteerden als een patriottische lofzang op de Verenigde Staten en de American Dream. In werkelijkheid was het een kritische beschouwing over de gevolgen van de Vietnamoorlog en de economische crisis. De tournee eindigde op 2 oktober 1985. 
Eind dat jaar maakte Springsteen deel uit van de gelegenheidsformatie Artists United Against Apartheid, een politiek geïnspireerd initiatief van voormalig E Street Band-lid Little Steven.

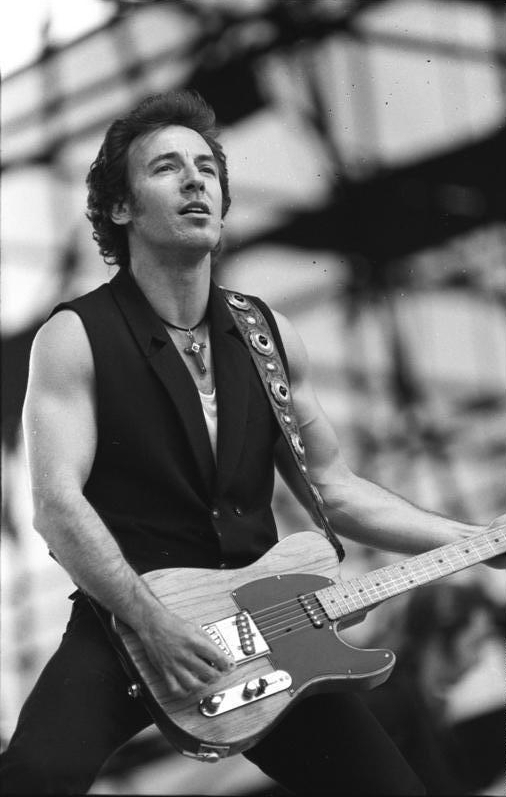
Springsteen tijdens een concert in Berlin-Weißensee (19 juli 1988)

In november 1986 bracht Springsteen het succesvolle livealbum Bruce Springsteen & the E Street Band/Live 1975-1985 uit. De nummers werden opgenomen tussen 1975 en 1985, en vulden vijf lp's / drie cd's. In oktober 1987 verscheen opnieuw een introverter album, Tunnel of love. Dit album had voor het eerst betrekking op de thema's liefde en identiteit. Tunnel of Love kreeg een persoonlijke kleur toen bleek dat het huwelijk tussen Springsteen en actrice Julianne Phillips - bekend van de rol van Frankie uit de televisieserie Sisters - stuk liep. Het echtpaar scheidde in 1989. Tijdens de tournee die volgde op de verschijning van Tunnel of Love kreeg Springsteen een relatie met achtergrondzangeres Patti Scialfa, met wie hij later in het huwelijk trad.

### Zonder de E Street Band
In november 1989 nam Springsteen afscheid van de E Street Band. In maart 1992 verschenen tegelijkertijd de albums Human Touch en Lucky Town. Eind 1992 nam Springsteen een MTV Unplugged-sessie op, die echter grotendeels plugged was. Het bijbehorende album verscheen in 1993.
In de herfst van 1993 nam Springsteen het nummer Streets of Philadelphia op, voor de soundtrack van de film Philadelphia. Het nummer werd in 1994 een top 10-hit en Springsteen ontving er een Oscar voor Beste Lied en een Grammy Award voor.
Inmiddels bracht Springsteen de E Street Band weer bij elkaar om een aantal nieuwe nummers op te nemen voor het Greatest Hits album dat in februari 1995 verscheen. In november 1995 volgde het album The Ghost of Tom Joad, opnieuw een introvert en bijna akoestisch album, gevolgd door een solotournee in vaak kleine theaters. De "Tom Joad" waar de albumtitel naar verwijst is de hoofdpersoon van de roman The Grapes of Wrath van John Steinbeck, over arme boeren uit Oklahoma die tijdens de crisis van de jaren 30 hun heil gingen zoeken in Californië. Voor de 'The Ghost of Tom Joad' kreeg Springsteen the Grammy Award voor de beste folkplaat van dat jaar. Tom Joad was al eerder bezongen door Woody Guthrie, van wie Bruce Springsteen verschillende nummers heeft gezongen.

### Terugkeer naar het succes
In 1999 kwamen Springsteen en de E Street Band opnieuw bij elkaar, met nu zowel Nils Lofgren als Steve Van Zandt op gitaar. De gezamenlijke tournee na de verschijning van de vier cd's van nooit eerder uitgebrachte liedjes, Tracks, duurde tot halverwege 2000, waarna het album Live in New York City werd uitgebracht. Op verzoek van zijn fans nam Springsteen na de aanslagen van 11 september een nieuw studioalbum op met de volledige E Street Band (voor het eerst sinds Born in the USA): The Rising (juli 2002). De meningen verschillen erover of het album Tunnel Of Love als een E-Street-album gerekend mag worden omdat de leden in wisselende samenstellingen meespelen. Het merendeel van het album is door Springsteen solo gespeeld.
In 2005 bracht Springsteen het soloalbum Devils & Dust uit, waarvan het titelnummer door critici benoemd wordt tot het beste lied over de inval van de V.S. in Irak. De solo-akoestische cd bracht Bruce Springsteen weer op tournee door Europa en de Verenigde Staten. Op 19 juni 2005 deed hij daarbij Nederland aan.
In 2006 werd ook We shall overcome: the Seeger sessions uitgebracht, een cd met daarop onder meer oude Amerikaanse folknummers die ooit gezongen zijn door Pete Seeger, vroeger 'het muzikale geweten van links Amerika' genoemd. Er volgde een korte Europese tournee met een 17-koppige band en daarna een Amerikaanse tournee. Op 16 mei 2006 stond Springsteen met The Seeger Sessions Band in een uitverkocht Heineken Music Hall in Amsterdam. Op 13 oktober gaf Springsteen met The Seeger Sessions Band een eveneens uitverkocht optreden in de Rotterdamse Ahoy'. Hij kreeg wederom lovende recensies van onder meer Altcountry.nl ("wervelende show"), Muziekkrant OOR ("genot om live mee te maken") en Betrue.nl ("een waar feestje").
Op 5 juni 2007 verscheen een live-registratie van deze show, gegeven in Dublin, op cd en dvd.

### 2007- 2010: afscheid van twee bandleden

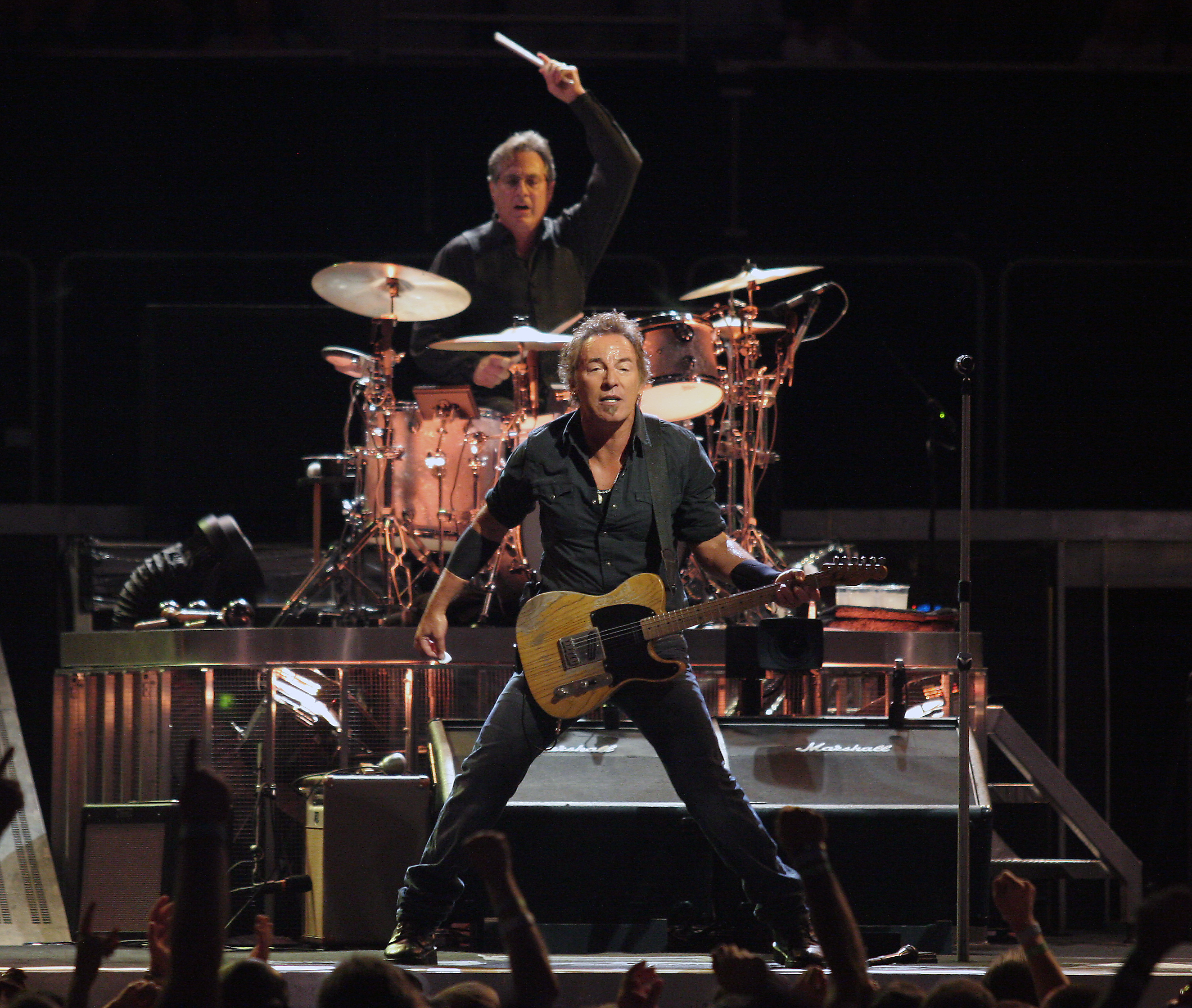
Springsteen tijdens een optreden in 2008, met op de achtergrond drummer Max Weinberg

In 2007 verscheen het album Magic, het eerste samen met de E Street Band sinds The Rising in 2002. Op 2 oktober 2007 ging in Hartford, Connecticut de bijbehorende tournee "Magic" van start. Op 30 november zou Springsteen de Gelredome in Arnhem aandoen. Dit concert werd echter uitgesteld naar 1 december vanwege een verkoudheid. Op 12 december 2007 deed hij het Sportpaleis in Antwerpen aan. 
In de lente van 2008 startte het tweede Europese deel van de tournee, ditmaal in de stadions. Op 18 juni 2008 stonden Springsteen en band in de Amsterdam Arena. Op 23 juni 2008 traden ze op in het Sportpaleis in Antwerpen. Volgens critici was het een geweldig en intiem concert. De Magic tournee werd, na circa 100 concerten, op 30 augustus 2008 afgesloten in Milwaukee, met een optreden ter ere van het 105-jarig bestaan van Harley-Davidson.
In het najaar van 2008 zette The Boss zich in voor de Democratische presidentskandidaat Barack Obama. Met enkele akoestische optredens maakte Bruce duidelijk dat hij vond dat het beleid van president Bush gefaald had, en dat hij het tijd vond voor vernieuwing onder de leus "yes, we can". Op 4 november 2008 werd Obama verkozen tot nieuwe president en op 20 januari 2009 legde hij de eed af. Naar aanleiding daarvan vond er op 18 januari 2009 aan het Lincoln Memorial in Washington een groot openluchtconcert voor Obama plaats. Springsteen opende dit concert en speelde The Rising, samen met een vrouwenkoor. Later bracht hij samen met Pete Seeger (en diens kleinzoon Tao Seeger) ook Woody Guthries This land is your land. Dit concert werd bijgewoond door ruim 400.000 mensen.
Op 26 januari 2009 verscheen zijn 24ste album Working on a dream. Ook dit album is opgenomen met de E Street Band, en bevat voornamelijk nummers die opgenomen waren tijdens onderbrekingen van de Magic-tournee. Deze plaat bevat onder andere The Last Carnival, een ode aan de in 2008 overleden Danny Federici. Federici speelde voornamelijk orgel bij de E Street Band en stierf op 58-jarige leeftijd aan de gevolgen van huidkanker. Als bonusnummer prijkt ook The Wrestler op deze plaat. Dit is het titellied van de gelijknamige film.
Op 1 februari 2009 gaf Springsteen tijdens de Super Bowl een mini-concert van ruim 12 minuten. Deze performance diende als teaser voor de Working On A Dream Tour die op 30 mei 2009 in Nederland passeerde. Samen met de E Street Band sloot hij daar de eerste dag van Pinkpop af met een 2,5 uur durende rockset, een eerste keer optredend op een festival. Daarbij verving Jay Weinberg zijn vader Max achter het drumstel en was Patti Scialfa niet aanwezig vanwege een blessure. 
De zogenaamde WOAD-tournee liep tot in de herfst van 2009, waarbij hij onder meer vijf keer in zijn thuisbasis voor een uitverkocht Giants Stadium speelde. Dit waren de allerlaatste concerten in het stadion dat na het lopende American footballseizoen werd gesloopt. Speciaal voor deze gelegenheid schreef Springsteen het nummer Wrecking Ball. Dit nummer werd ook uitgebracht door Columbia Records (live audio en video). Ter gelegenheid van de 25ste verjaardag van de Rock and Roll Hall of Fame speelde The Boss onder andere met Tom Morello, Bono en John Fogerty. De tournee sloot eind november af.
In 2009 won Springsteen met zijn filmlied The Wrestler een Golden Globe en kreeg hij een Grammy Award voor zijn lied Girls in their summer clothes van zijn cd Magic. De dvd London Calling - Live At Hyde Park werd in 2010 uitgebracht. Later dat jaar werd de box 30th Anniversary Darkness on the Edge of Town gepresenteerd op het Internationaal filmfestival van Toronto.

### Sinds 2012: stadionrock en solo op Broadway
In 2012 bracht de rocker het album Wrecking Ball uit en volgde er ook een wereldtournee. Het was de eerste tournee van Bruce Springsteen en The E Street Band zonder de in 2011 overleden Clarence Clemons. Tijdens de nieuwe tour heeft 'The Boss' in Nederland het uitverkochte festival Pinkpop afgesloten. Op het festival Hard Rock Calling in Hyde Park werd zijn set wegens het overschrijden van de avondklok afgebroken door Live Nation. Op dat ogenblik speelde hij enkele nummers met Paul McCartney. 
Een concertreeks in Scandinavië was in een mum van tijd uitverkocht. Bruce Springsteen en zijn E Street Band zijn bekend om hun energieke marathonconcerten. In Helsinki gaf Springsteen op 31 juli 2012 een optreden van meer dan vier uur, het akoestische miniconcert voor aanvang van de show niet meegerekend. Het album Wrecking Ball werd door het gerenommeerde muziektijdschrift Rolling Stone in 2012 uitgeroepen tot album van het jaar. De wereldtournee ging verder in 2013. Daarbij deed The Boss ook België en Nederland aan. Op 22 juni 2013 trad hij voor een uitverkocht Goffertpark (60.000 bezoekers) op in Nijmegen en op 13 juli 2013 stond hij op TW Classic.

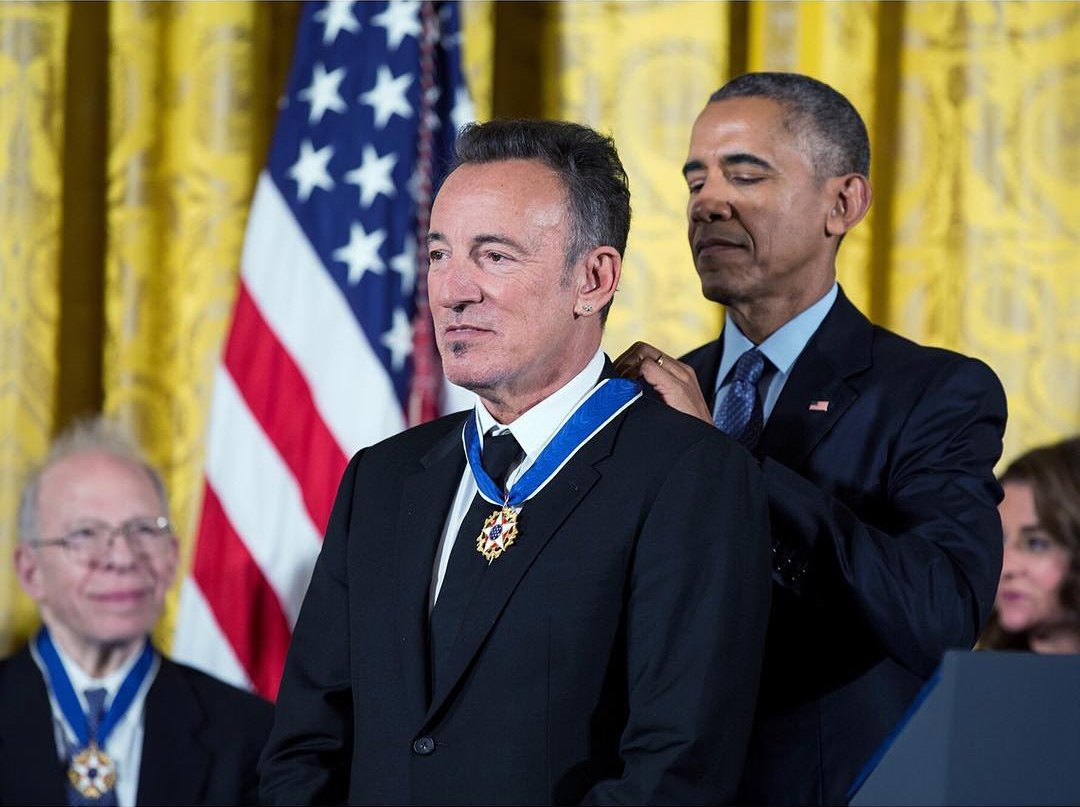
Bruce Springsteen krijgt de Presidential Medal of Freedom omgehangen door president Barack Obama

Begin 2014 bracht Springsteen opnieuw een album uit, getiteld High Hopes. Op deze cd staan covers en nieuwe muziek. Naast de leden van de E Street Band, speelt ook Tom Morello, gitarist van Rage Against the Machine mee. Het was voor The Boss al het achttiende studioalbum. In het voorjaar van 2014 deden Springsteen en zijn band Afrika, Australië, Nieuw-Zeeland en de Verenigde Staten aan. Op 14 juni 2016 trad hij voor een uitverkocht Malieveld (67.500 bezoekers) op in Den Haag. Later dat jaar, op 22 november 2016, ontving hij uit de handen van president Barack Obama de Presidential Medal of Freedom.
In juni 2017 kondigde Bruce Springsteen aan dat hij later dat jaar acht weken lang zou gaan optreden in het Walter Kerr Theatre op Broadway. In de theatervoorstelling vertelde hij verhalen uit zijn eerder dat jaar gepubliceerde autobiografie Born to Run. De voorstelling kreeg vele positieve kritieken waarop de voorstelling ruimschoots verlengd werd. Eind december 2018 speelde hij zijn laatste voorstelling.

### 2019-2020: solo en met E Street Band
In het voorjaar van 2019 werden drie singles uitgebracht: Hello Sunshine, There Goes My Miracle en Tucson Train. Deze drie nummers staan op het soloalbum Western Stars, dat verscheen op 14 juni 2019. Het album werd ook als film opgenomen in de schuur 'The Barn' op Springsteens landgoed in New Jersey. Eind 2019 verklaarde Springsteen in een interview met Martin Scorsese te werken aan een nieuw album met de E Street Band. Dat nieuwe album – zijn 20ste reeds – Letter To You kwam uit op 23 oktober 2020. De gelijknamige single werd op 10 september 2020 gelanceerd via de online platformen.

### 2021: Radioshows, podcast en terug naar Broadway
Door de COVID-19-crisis kon ook Springsteen niet meteen op tournee met zijn nieuwe rockplaat Letter To You. Hij spendeerde zijn tijd als host van radioshows waarin hij zijn favoriete nummers draaide, voorzien van de nodige uitleg. Samen met voormalig Amerikaans president Barack Obama maakte hij een podcast Renegades: Born in the USA voor Spotify. Hij kondigde ook aan een nieuwe soloplaat klaar te hebben die net als Western Stars veel western-invloeden zou hebben. Vanaf 26 juni 2021 ging Springsteen opnieuw optreden. Hij hernam - voor de opening van de Broadway theaters na de crisis - zijn enorm populaire Springsteen on Broadway. Springsteen en de leden van de E Street Band hintten nadien op een terugkeer naar optredens in grote zalen en stadions.
In december 2021 werd bekend dat hij alle rechten en opnames van zijn muziek aan Sony Music gaat verkopen voor US$ 0,5 miljard.

### 2023-2024
In maart 2023 kreeg Springsteen van president Biden de hoogste cultuuronderscheiding in de Verenigde Staten. Hij ontving de National Medal of Arts in het Witte Huis, tegelijk met onder anderen modeontwerpster Vera Wang, zangeres Gladys Knight en actrice Julia Louis-Dreyfus.
Op 25 en 27 mei 2023 stond Springsteen in de Amsterdamse Johan Cruijff ArenA. Op 27 en 29 juni 2024 trad Springsteen nogmaals op in Nederland, ditmaal in het Goffertpark te Nijmegen.

### Privéleven
Springsteen woont met zijn (tweede) echtgenote Patti Scialfa en kinderen in een boerderij in Colts Neck, New Jersey. Hij was eerder van 1985 tot 1989 getrouwd met actrice Julianne Phillips. Hij heeft twee zonen en een dochter. Dochter Jessica won tijdens de Olympische Zomerspelen 2020 in augustus 2021 in Tokio als springruiter een zilveren medaille met het landenteam.

## Muzikale invloeden
Springsteen zelf is een groot bewonderaar van zanger en acteur Elvis Presley. Hij zei onder meer in een interview: "There have been a lot of tough guys. There have been pretenders and there have been contenders, but there is only one king."

## Televisie
Springsteen had in 2014 een kleine rol in de Noorse tv-serie Lilyhammer; hij speelde Giuseppe, de grotere broer van Frank (Steven Van Zandt).

### Bestseller 60
| Boeken met noteringen in de Nederlandse Bestseller 60 | Jaar van verschijnen | Datum van binnenkomst | Hoogste positie | Aantal weken | Opmerkingen                      |
| ----------------------------------------------------- | -------------------- | --------------------- | --------------- | ------------ | -------------------------------- |
| Born to run                                           | 2016                 | 05-10-2016            | 2               | 14           |                                  |
| Renegades                                             | 2021                 | 17-02-2021            | 11              | 1            | in samenwerking met Barack Obama |